# Răchitova
Răchitova (en hongrois : Reketyefalva, en allemand : Weidendorf) est une commune du Județ de Hunedoara en Transylvanie, (Roumanie).